# Rio Urubu (vattendrag i Brasilien, Amazonas, lat -2,76, long -58,03)
Rio Urubu är ett vattendrag i Brasilien.   Det ligger i delstaten Amazonas, i den centrala delen av landet, 1 800 km nordväst om huvudstaden Brasília.
Runt Rio Urubu är det mycket glesbefolkat, med 6 invånare per kvadratkilometer.